# Rouvres (Eure-et-Loir)
Pour les articles homonymes, voir Rouvres.
Rouvres est une commune française située dans le département d'Eure-et-Loir en région Centre-Val de Loire.

## Géographie

### Situation

Situation géographique
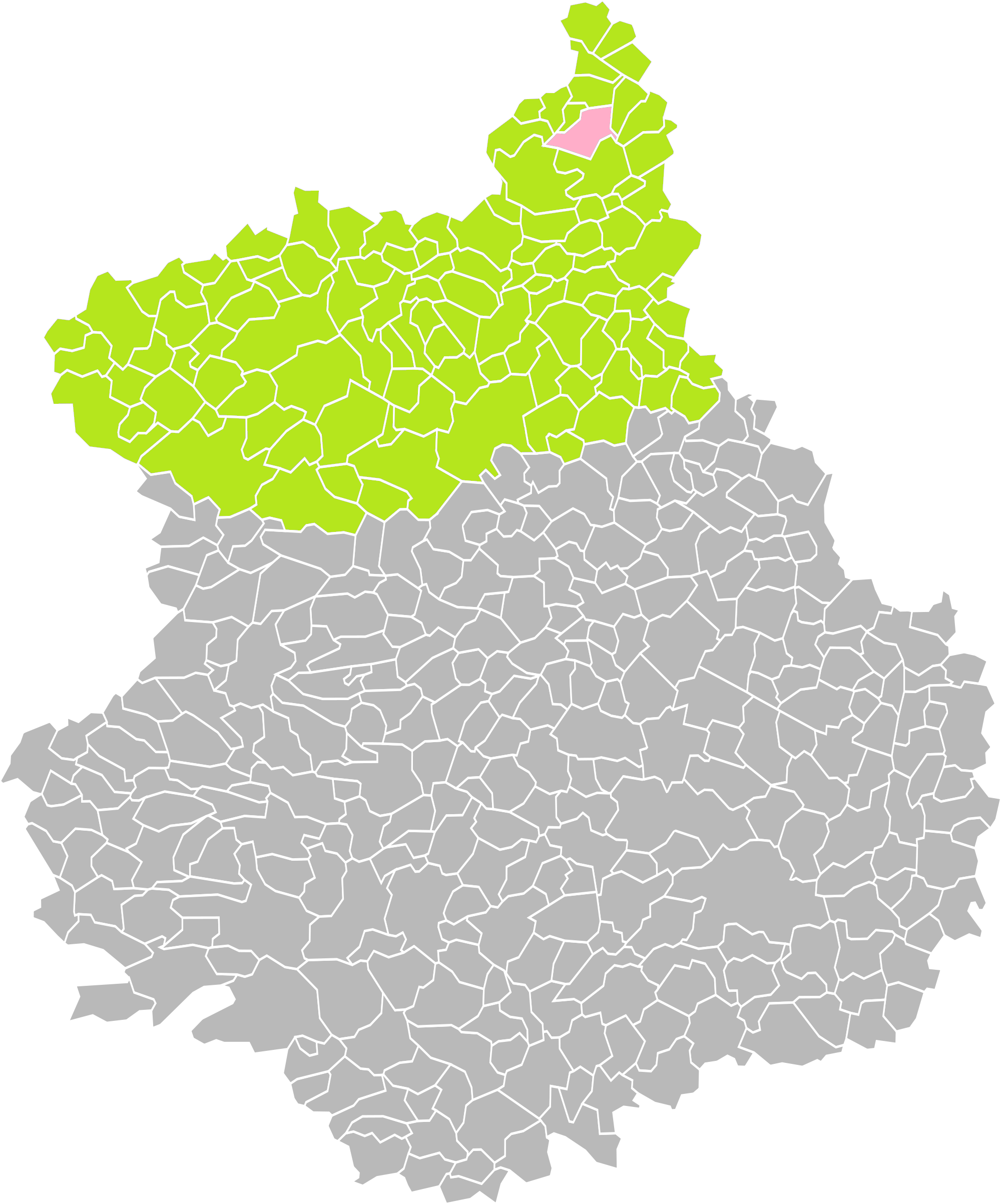
Rouvres dans son arrondissement.
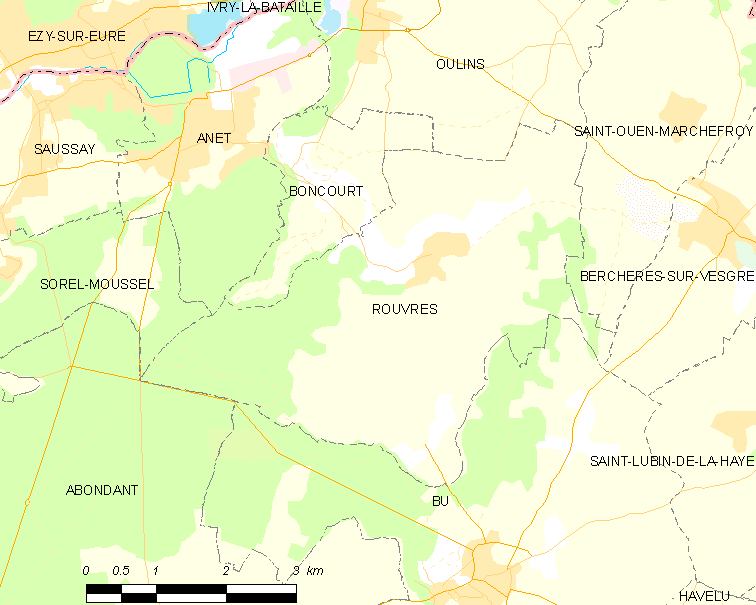
Carte de la commune de Rouvres.

La commune fait partie de la région naturelle et agricole du Drouais.

### Communes limitrophes
| Boncourt | Oulins  |                       |
| Anet     | Rouvres | Saint-Ouen-Marchefroy |
| Abondant | Bû      | Berchères-sur-Vesgre  |

### Hydrographie
La commune est traversée par la rivière la Vesgre, affluent de l'Eure en rive droite, sous-affluent du fleuve la Seine.

### Climat
Pour des articles plus généraux, voir Climat du Centre-Val de Loire et Climat d'Eure-et-Loir.
En 2010, le climat de la commune est de type climat océanique dégradé des plaines du Centre et du Nord, selon une étude du CNRS s'appuyant sur une série de données couvrant la période 1971-2000. En 2020, Météo-France publie une typologie des climats de la France métropolitaine dans laquelle la commune est exposée à un climat océanique et est dans la région climatique  Sud-ouest du bassin Parisien, caractérisée par une faible pluviométrie, notamment au printemps (120 à 150 mm) et un hiver froid (3,5 °C). 
Pour la période 1971-2000, la température annuelle moyenne est de 10,7 °C, avec une amplitude thermique annuelle de 14,2 °C. Le cumul annuel moyen de précipitations est de 622 mm, avec 10,7 jours de précipitations en janvier et 7,8 jours en juillet. Pour la période 1991-2020, la température moyenne annuelle observée sur la station météorologique de Météo-France la plus proche, « Bû_sapc », sur la commune de Bû à 5 km à vol d'oiseau, est de 11,4 °C et le cumul annuel moyen de précipitations est de 633,2 mm,. Pour l'avenir, les paramètres climatiques de la commune estimés pour 2050 selon différents scénarios d'émission de gaz à effet de serre sont consultables sur un site dédié publié par Météo-France en novembre 2022.

## Urbanisme

### Typologie
Au 1er janvier 2024, Rouvres est catégorisée commune rurale à habitat dispersé, selon la nouvelle grille communale de densité à 7 niveaux définie par l'Insee en 2022.
Elle est située hors unité urbaine. Par ailleurs la commune fait partie de l'aire d'attraction de Paris, dont elle est une commune de la couronne,. 

### Occupation des sols
L'occupation des sols de la commune, telle qu'elle ressort de la base de données européenne d’occupation biophysique des sols Corine Land Cover (CLC), est marquée par l'importance des territoires agricoles (71,6 % en 2018), une proportion identique à celle de 1990 (71,6 %). La répartition détaillée en 2018 est la suivante : 
terres arables (63,3 %), forêts (26,1 %), prairies (4,7 %), zones agricoles hétérogènes (3,7 %), zones urbanisées (2,2 %). L'évolution de l’occupation des sols de la commune et de ses infrastructures peut être observée sur les différentes représentations cartographiques du territoire : la carte de Cassini (XVIIIe siècle), la carte d'état-major (1820-1866) et les cartes ou photos aériennes de l'IGN pour la période actuelle (1950 à aujourd'hui).

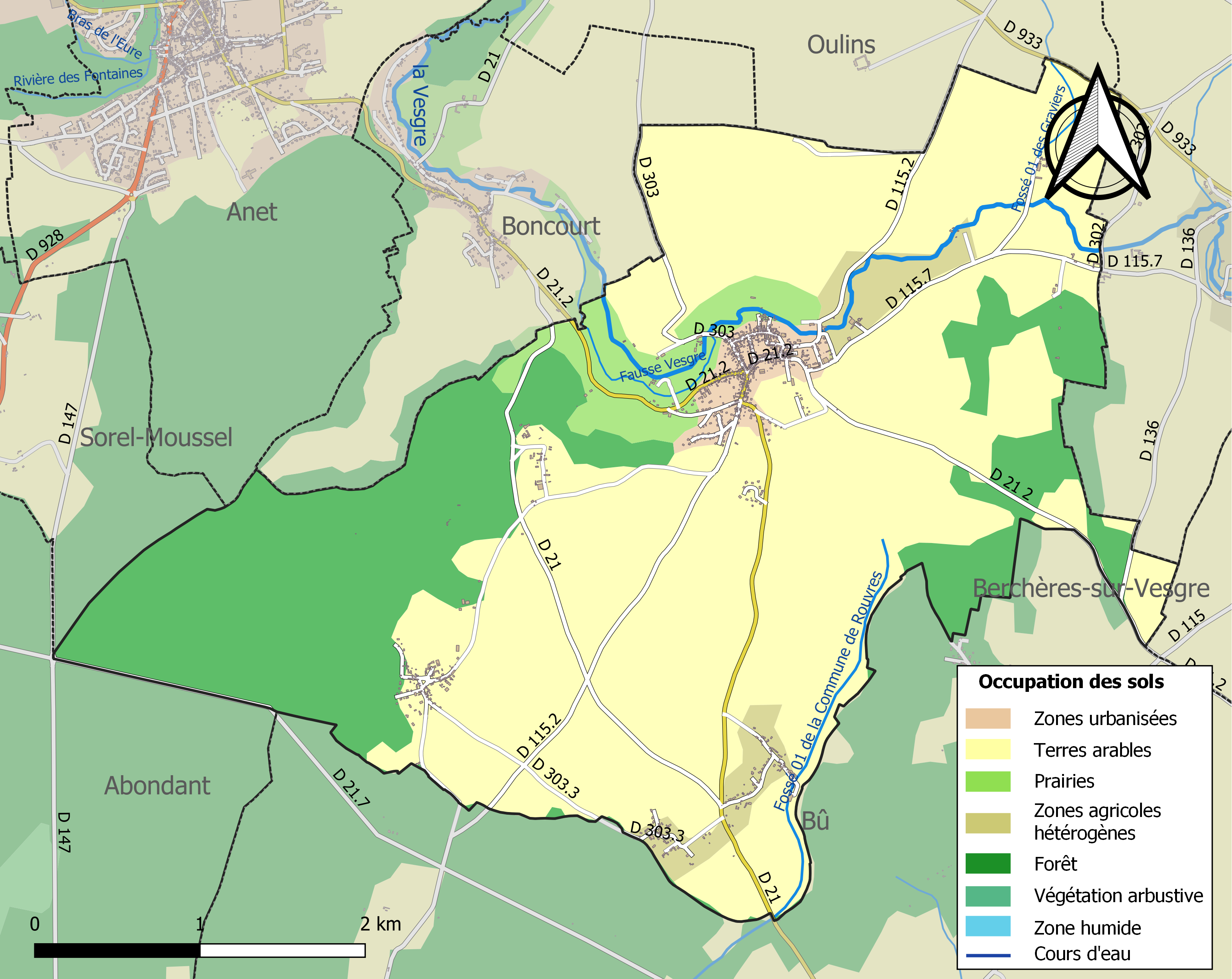
Carte des infrastructures et de l'occupation des sols de la commune en 2018 (CLC).

### Risques majeurs
Le territoire de la commune de Rouvres est vulnérable à différents aléas naturels : météorologiques (tempête, orage, neige, grand froid, canicule ou sécheresse), inondationset séisme (sismicité très faible). Il est également exposé à un risque technologique, le transport de matières dangereuses. Un site publié par le BRGM permet d'évaluer simplement et rapidement les risques d'un bien localisé soit par son adresse soit par le numéro de sa parcelle.

#### Risques naturels
Certaines parties du territoire communal sont susceptibles d’être affectées par le risque d’inondation par débordement de cours d'eau, par ruissellement et coulée de boue et par une crue à  débordement lent de cours d'eau, notamment la Vesgre. La commune a été reconnue en état de catastrophe naturelle au titre des dommages causés par les inondations et coulées de boue survenues en 1999, 2000, 2001, 2016 et 2018,.

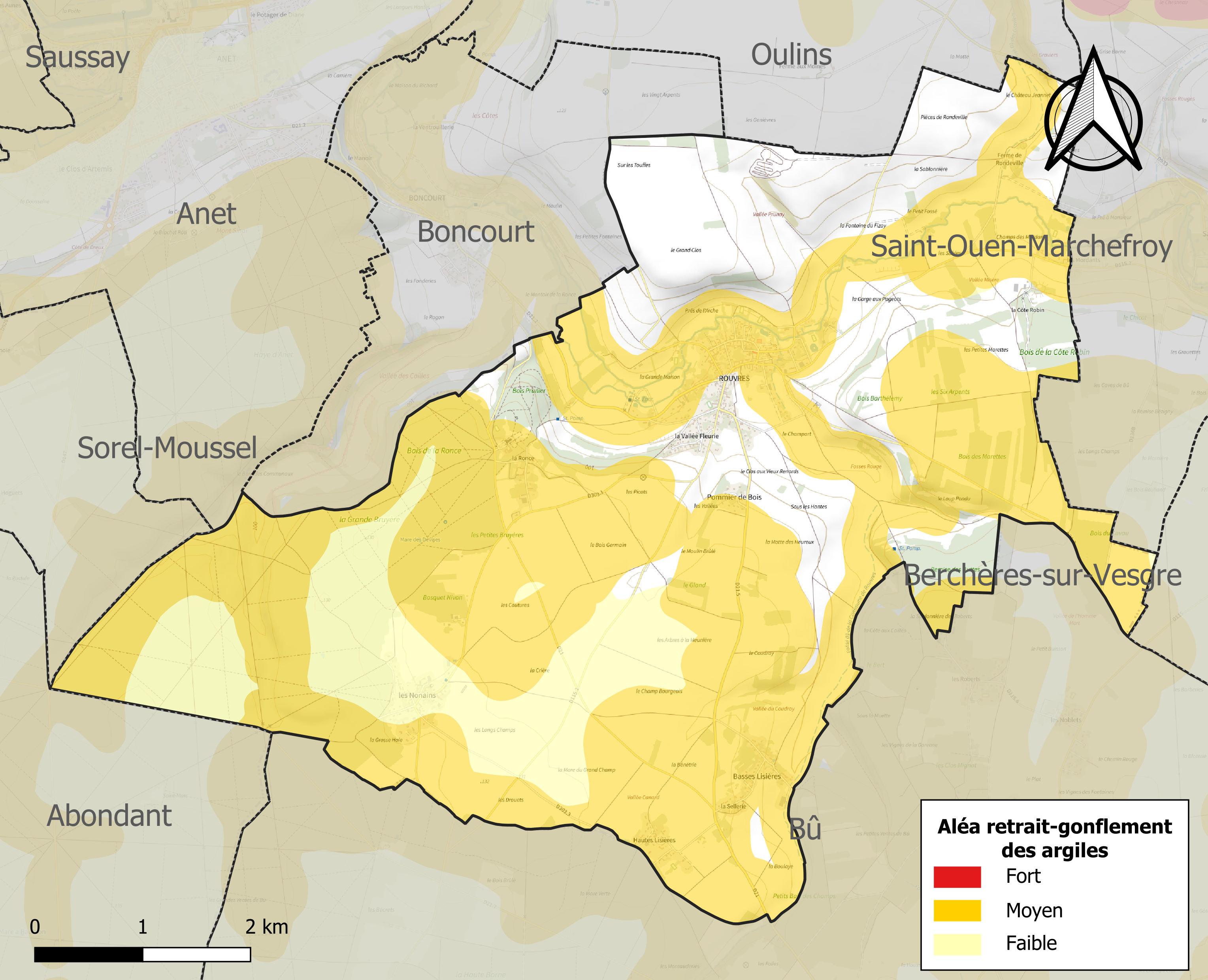
Carte des zones d'aléa retrait-gonflement des sols argileux de Rouvres.

Le retrait-gonflement des sols argileux est susceptible d'engendrer des dommages importants aux bâtiments en cas d’alternance de périodes de sécheresse et de pluie. 62,6 % de la superficie communale est en aléa moyen ou fort (52,8 % au niveau départemental et 48,5 % au niveau national). Sur les 419 bâtiments dénombrés sur la commune en 2019, 276 sont en aléa moyen ou fort, soit 66 %, à comparer aux 70 % au niveau départemental et 54 % au niveau national. Une cartographie de l'exposition du territoire national au retrait gonflement des sols argileux est disponible sur le site du BRGM,.
Concernant les mouvements de terrains, la commune a été reconnue en état de catastrophe naturelle au titre des dommages causés par des mouvements de terrain en 1999.

#### Risques technologiques
Le risque de transport de matières dangereuses sur la commune est lié à sa traversée par des infrastructures routières ou ferroviaires importantes ou la présence d'une canalisation de transport d'hydrocarbures. Un accident se produisant sur de telles infrastructures est en effet susceptible d’avoir des effets graves au bâti ou aux personnes jusqu’à 350 m, selon la nature du matériau transporté. Des dispositions d’urbanisme peuvent être préconisées en conséquence.

## Toponymie
Le nom de la localité est attesté sous les formes Rurivas sur un Triens (pièces de monnaie antiques) Mérovingiens, Robur en 1126, Robur Villa ou Robur Villare en 1127, Obara en 1172 (charte de l’abbaye Notre-Dame de Coulombs), Roures en 1202, Robur en 1250 (Pouillé), Saint Martin de Rouvres en 1736 (Pouillé).
De la langue d'oïl rouvre « chêne rouvre ».
Le nom de Rouvres, ancienne villa gauloise, porte son origine celtique et remonte au temps où les druides cueillaient sur le chêne rouvre (robur), le gui sacré au cours de leurs cérémonies religieuses de taurobole.

## Politique et administration

### Liste des maires
| Période                                  | Période  | Identité            | Étiquette | Qualité             |
| ---------------------------------------- | -------- | ------------------- | --------- | ------------------- |
| Les données manquantes sont à compléter. |          |                     |           |                     |
| 2001                                     | 2008     | Gérard Maufrais     |           |                     |
| 2008                                     | 2014     | Yves-Marie Relier   |           |                     |
| 2014                                     | 2016     | Jean-Pierre Deutsch | DLF       | Retraité            |
| mars 2016                                | En cours | Nathalie Milward,   |           | Profession libérale |

## Population et société

### Démographie
L'évolution du nombre d'habitants est connue à travers les recensements de la population effectués dans la commune depuis 1793. Pour les communes de moins de 10 000 habitants, une enquête de recensement portant sur toute la population est réalisée tous les cinq ans, les populations de référence des années intermédiaires étant quant à elles estimées par interpolation ou extrapolation. Pour la commune, le premier recensement exhaustif entrant dans le cadre du nouveau dispositif a été réalisé en 2008.

En 2022, la commune comptait 818 habitants, en évolution de +1,11 % par rapport à 2016 (Eure-et-Loir : −0,23 %, France hors Mayotte : +2,11 %).
| 1793 | 1800 | 1806 | 1821 | 1831  | 1836 | 1841 | 1846 | 1851 |
| ---- | ---- | ---- | ---- | ----- | ---- | ---- | ---- | ---- |
| 812  | 898  | 954  | 927  | 1 004 | 966  | 960  | 929  | 942  |

| 1856 | 1861 | 1866 | 1872 | 1876 | 1881 | 1886 | 1891 | 1896 |
| ---- | ---- | ---- | ---- | ---- | ---- | ---- | ---- | ---- |
| 905  | 867  | 845  | 761  | 717  | 682  | 669  | 641  | 607  |

| 1901 | 1906 | 1911 | 1921 | 1926 | 1931 | 1936 | 1946 | 1954 |
| ---- | ---- | ---- | ---- | ---- | ---- | ---- | ---- | ---- |
| 557  | 561  | 517  | 437  | 461  | 399  | 428  | 393  | 407  |

| 1962 | 1968 | 1975 | 1982 | 1990 | 1999 | 2006 | 2008 | 2013 |
| ---- | ---- | ---- | ---- | ---- | ---- | ---- | ---- | ---- |
| 363  | 400  | 450  | 604  | 666  | 775  | 861  | 886  | 813  |

| 2018 | 2022 | - | - | - | - | - | - | - |
| ---- | ---- | - | - | - | - | - | - | - |
| 838  | 818  | - | - | - | - | - | - | - |

## Culture locale et patrimoine

### Lieux et monuments
- Église Saint-Martin,  Classé MH (1992)[1].

- Chapelle Sainte-Geneviève[25]
- Château de la Ronce[26]

Lieux et monuments
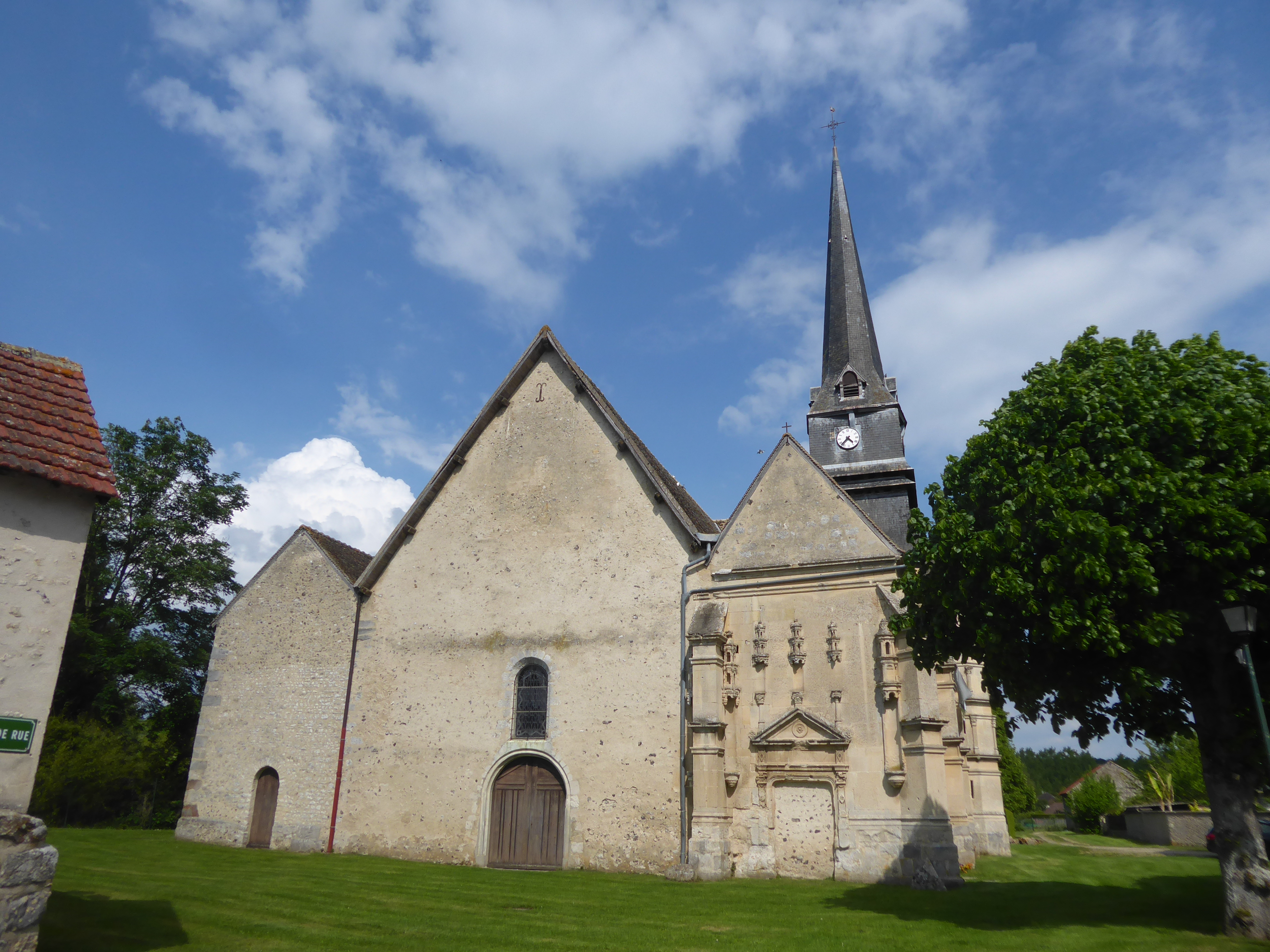
L'église Saint-Martin, façade ouest.
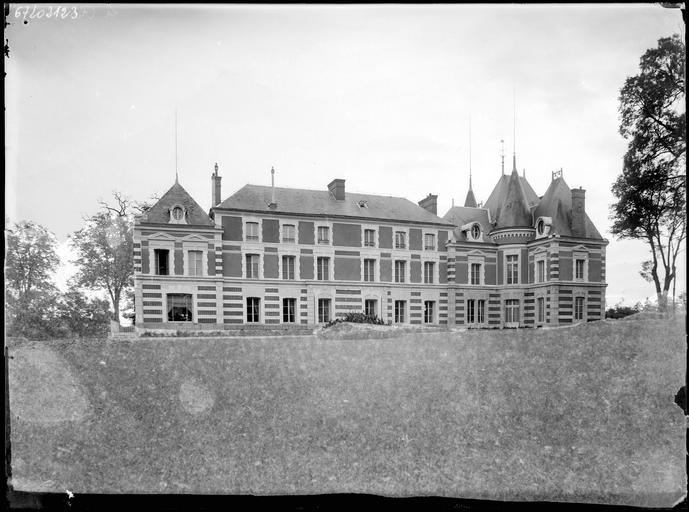
Château de la Ronce (1900-1920).

### Patrimoine naturel
Sous l'appellation « forêt de Dreux », a été classée en 2004, comme forêt de protection, la forêt domaniale d'une superficie d'environ 3 917 hectares, s'étendant dans le nord du département d'Eure-et-Loir sur les huit communes d'Abondant, Anet, Boncourt, Bû, Montreuil, Rouvres, Saussay et Sorel-Moussel.

### Personnalités liées à la commune
- Jacques de Brézé (c1440-1494), seigneur du lieu
- Michel Antoine Baudrand (1633-1700), historien et géographe français, prieur de Rouvres[28],[29] ;
- Pierre Cardin (1922-2020), couturier et homme d'affaires français d'origine italienne ;
- Lorànt Deutsch (1975-), acteur français et fils de Jean-Pierre Deutsch, maire de Rouvres de 2014 à 2016.

### Héraldique
|  | Les armes de la commune se blasonnent ainsi : d’azur à la bande ondée d’argent accompagnée de deux glands feuillés de deux pièces d’or, celui en pointe renversé, à l’épée basse du même brochant sur la bande, au chef de gueules chargé de onze soleils d’or ordonnés 6.5. |